# Lvove, Lenine
Lvove (în ucraineană Львове) este un sat în comuna Semîsotka din raionul Lenine, Republica Autonomă Crimeea, Ucraina.

## Demografie
Componența lingvistică a localității Lvove
     Rusă (72,73%)
     Ucraineană (27,27%)
Conform recensământului din 2001, majoritatea populației localității Lvove era vorbitoare de rusă (72,73%), existând în minoritate și vorbitori de ucraineană (27,27%).